# Мій кузен Вінні
«Мій кузен Вінні» (також «Мій двоюрідний брат Вінні») — американський кінофільм. Перегляд рекомендується дітям від 13 років і спільно з батьками.

## Сюжет
Два молодих хлопця, Біллі Гамбіно і Стен Ротенстейн, проїхавши через маленьке містечко в штаті Алабама, через непорозуміння стають обвинуваченими у вбивстві власника магазину, в який вони заходили за покупками. На допомогу до них приїжджає з Нью-Йорка далекий родич Біллі на ім'я Вінні Гамбіно і його подруга Мона Ліза Віто. Вінні закінчив юридичний коледж, але ніколи не працював адвокатом. Почавши з ряду помилок і власного ув'язнення в тюрму, Вінні за рахунок своєї енергії та логічного мислення поступово опановує юридичними навичками та знаннями. Мона Ліза, як може, допомагає йому, а в кінці несподівано виявляється неоціненним експертом з ключового питання судового процесу.

## У ролях
- Джо Пеші — Вінсент Лагард «Вінні» Гамбіно
- Ральф Маккіо — Вільям «Біллі» Гамбіно
- Маріса Томей — Мона Ліза Віто
- Мітчелл Вітфілд — Стен Ротенстейн
- Фред Гвінн — суддя Чемберлен Холлер
- Лейн Сміт — Джим Троттер-третій
- Брюс Макгілл — шериф Фарлі
- Джеймс Ребгорн — Джордж Вілбур
- Кріс Елліс — J.T.

## Цікаві факти
- У грі Sim City 3000 існує чит-код під назвою «Подзвонити кузену Вінні» (Call cousine Vinnie). Чит дозволяє вступити в гру з додатковою сумою ігрових грошей.